# Фацит (каталог марок)
«Фа́цит» (швед. Facit) — специализированный каталог почтовых марок стран Скандинавии, издающийся в Швеции начиная с 1947 года.

## Описание
Является самым детализированным и полным каталогом, представляющий интерес для филателистов марок Дании, Фарерских островов, Финляндии, Исландии, Норвегии, Швеции, Гренландии, Аландских островов, а также Датской Вест-Индии. Тексты статей и описание марок даются параллельно на шведском и английском языках.
Описание марок в каталоге включает:

Обложка каталога «Facit Sverige» за 2007 год, на которой запечатлён почтовый блок Швеции с изображением Греты Гарбо (2005)

- название серии или одиночной марки;
- дату выпуска в обращение;
- имена художника и гравёра;
- тип печати;
- зубцовку;
- сюжет;
- каталожный номер;
- номинал;
- цвет марки.

Кроме того, приведены рыночные цены марок — отдельно для чистых и гашёных марок, целых вещей и (или) конвертов первого дня гашения, а также полных серий.
Подготовка каталога ведётся комитетом из 20 ведущих коллекционеров марок Скандинавии. Существуют несколько версий каталога:
- Special — включает все скандинавские страны.
- Postal — история почты и почтовые штемпели Швеции.
- Sverige — только марки Швеции.

## История
Первое издание увидело свет в 1947 году. Каталог публикуется в Швеции издательством Facit Förlag AB, находящимся в городе Вестеросе. Следуя современным направлением издания филателистических каталогов, «Фацит» с 2007 года даёт на своих страницах цветные изображения марок.